# Herbert Gager
Herbert Gager (Vienna, 18 settembre 1969) è un allenatore di calcio, ex calciatore ed ex giocatore di calcio a 5 austriaco, di ruolo difensore, tecnico del Team Wiener Linien.